# Ga Cheonggu
Ga Cheonggu (Tiếng Hàn: 청구역, Hanja: 靑丘驛) là ga trung chuyển cho Tàu điện ngầm vùng thủ đô Seoul tuyến 5 và Tàu điện ngầm Seoul tuyến 6 nằm ở Sindang-dong, Jung-gu, Seoul.

## Lịch sử
- 30 tháng 12 năm 1996: Khai trương hoạt động kinh doanh tại Ga Gwanghuimun (光熙門驛) với việc khai trương Tàu điện ngầm Seoul tuyến 5.
- 26 tháng 3 năm 1997: Tên ga đổi thành Ga Cheonggu (靑丘驛)
- 15 tháng 12 năm 2000: Chuyển đổi thành trạm trung chuyển với việc khai trương Tàu điện ngầm Seoul tuyến 6

## Bố trí ga

### Tuyến số 5 (B4F)
| Công viên Lịch sử & Văn hóa Dongdaemun ↑ |
| E/B W/B \|                               |
| ↓ Singeumho                              |

| Hướng Tây  | ●Tuyến 5 | ← Hướng đi Công viên Lịch sử & Văn hóa Dongdaemun · Gwanghwamun · Sân bay Quốc tế Gimpo · Banghwa |
| Hướng Đông | ●Tuyến 5 | → Hướng đi Wangsimni · Gunja · Hanam Geomdansan · Macheon →                                       |

| Tuyến và hướng                                                           | Chuyển tuyến nhanh |
| ------------------------------------------------------------------------ | ------------------ |
| Tuyến 5 (Hướng Banghwa) → Tuyến 6 (Hướng Sinnae)                         | 5-1                |
| Tuyến 5 (Hướng Banghwa) → Tuyến 6 (Hướng vòng Eungam)                    | 2-4                |
| Tuyến 5 (Hướng Hannam Geomdansan, Macheon) → Tuyến 6 (Hướng Sinnae)      | 4-3                |
| Tuyến 5 (Hướng Hannam Geomdansan, Macheon) → Tuyến 6 (Hướng vòng Eungam) | 6-4                |

### Tuyến số 6 (B2F)
| Yaksu ↑   |
| \| W/B    |
| ↓ Sindang |

| Hướng Tây  | ● Tuyến 6 | ← Hướng đi Samgakji · Công viên Hyochang · Hapjeong · Sân vận động World Cup · Eungam |
| Hướng Đông | ● Tuyến 6 | → Hướng đi Dongmyo · Đại học Hàn Quốc · Seokgye · Taereung · Sinnae →                 |

| Tuyến và hướng                        | Chuyển tuyến nhanh |
| ------------------------------------- | ------------------ |
| Tuyến 6 (Hướng Sinnae) → Tuyến 5      | 6-2                |
| Tuyến 6 (Hướng vòng Eungam) → Tuyến 5 | 6-2                |

## Xung quanh nhà ga
| Lối ra \| 나가는 곳 \| Exit \| 出口 | Lối ra \| 나가는 곳 \| Exit \| 出口 |
| ----------------------------------- | --- |
| 1                                   | Gwanghuimun Sindang-dong, Dasan-dong Trung tâm cộng đồng Sindang-dong Trường tiểu học Seoul Jangchung Trung tâm cộng đồng Jangchung-dong Khu vực Jangchung-dong Sindang-dong Tteokbokki Chon Khu vực Gwanghui |
| 2                                   | Trung tâm cộng đồng Donghwa-dong Tòa nhà dành cho nữ Jung-gu Shindang Prugio APT Trường trung học nữ sinh Kumho Cheonggu e-Pyeonhan Sesang APT Trường tiểu học Seoul Heungin Cố vấn thanh niên Hàn Quốc       |
| 3                                   | Cheonggu-dong Hướng đi Geumho-dong Donghwa-dong Samsung Raemian APT Trường trung học cơ sở Daegyeong Trường trung học Jeongbo Seoul Trường tiểu học Cheonggu Trung tâm cộng đồng Cheonggu-dong                |

## Hình ảnh

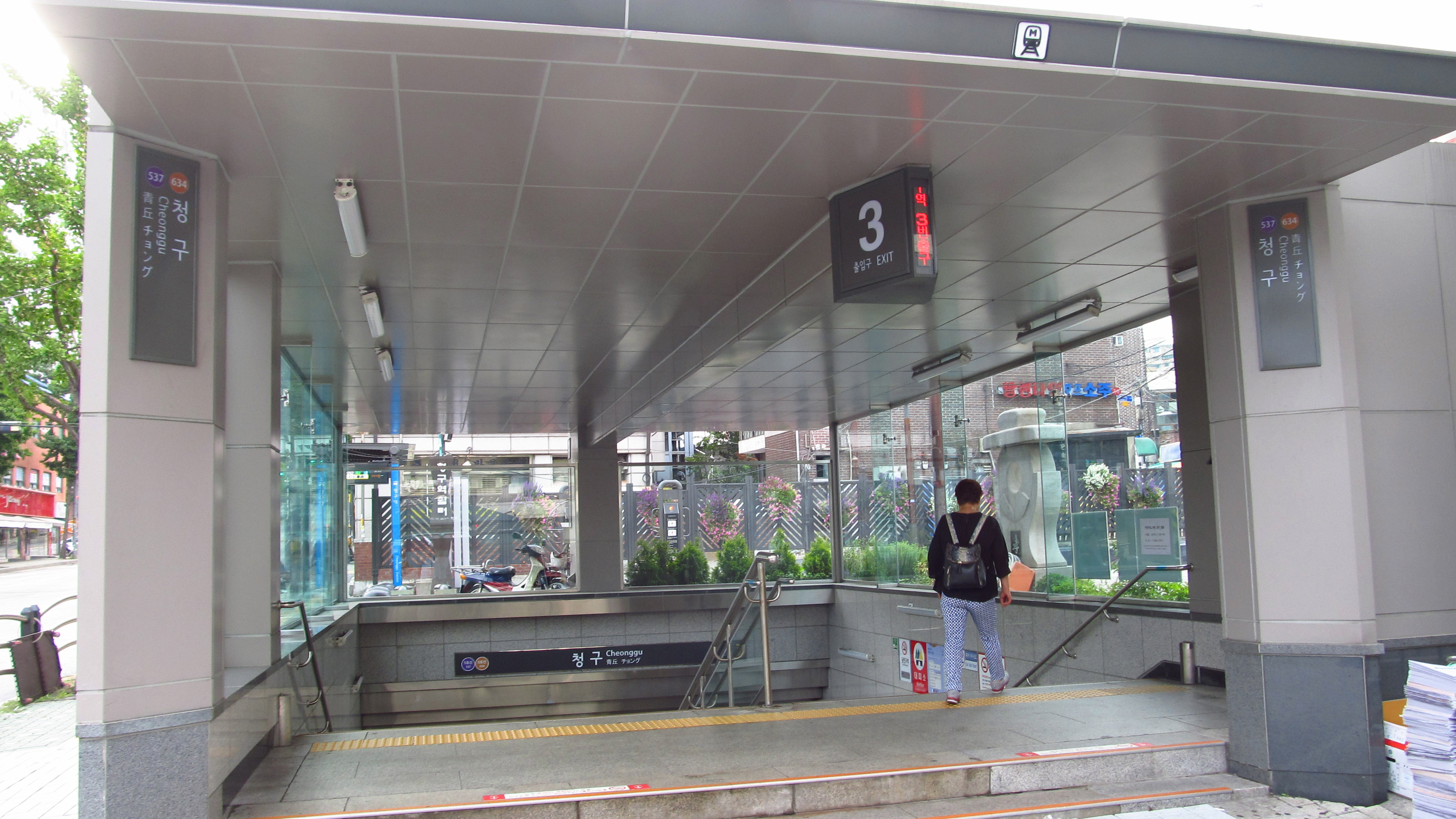
Lối vào số 3
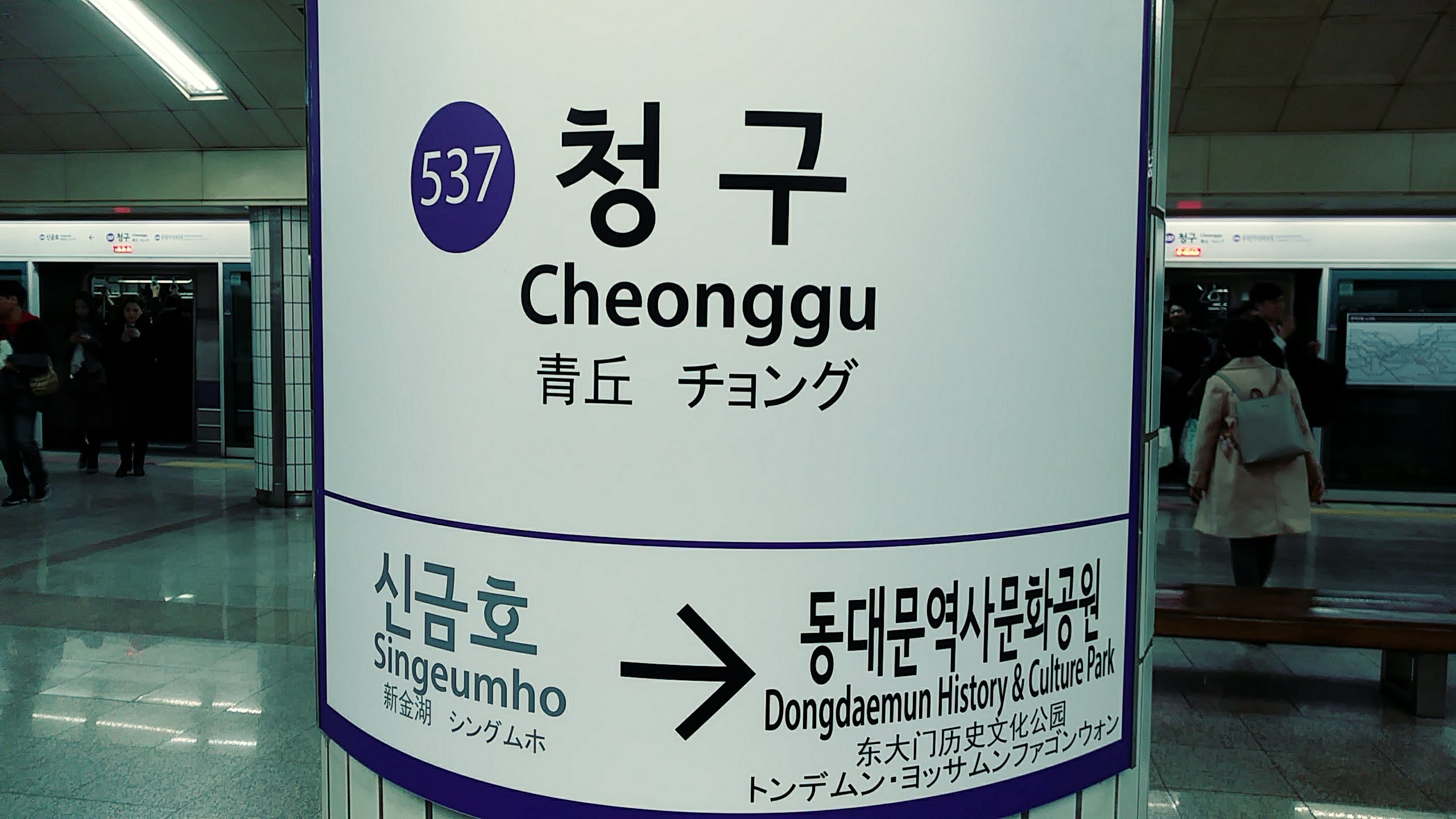
Bảng tên ga Tuyến 5
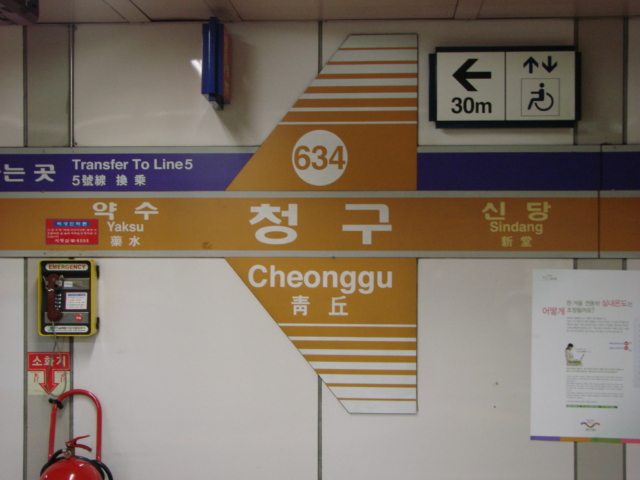
Bảng tên ga Tuyến 6